# Oratorium (Funeral)
Oratorium è il sesto album dei Funeral, pubblicato nel 2012.

## Tracce
1. Burning With Regret – 11:05
2. Hate – 10:45
3. Break Me – 13:17
4. Song of the Knell – 7:28
5. From the Orchestral Grave – 10:41
6. Making the World My Tomb – 8:04
7. Will You Have Me? – 11:06

### Tracce bonus
1. So Now Scorn Leads the Vessel – 5:40
2. Need – 7:23
3. Eg ser – 6:32

## Musicisti

### Formazione
- Mats Lerberg - chitarra, voce
- Thomas Angell - chitarra
- Erlend E. Nybø - chitarra
- Anders Eek - batteria, chitarra, voce
- Kjetil Ottersen - tastiera
- Rune Gandrud - basso